# كودين (رمز)
كودين (بالإنجليزية: CODEN)‏ وفقا للجمعية الأمريكية لاختبار المواد معيار E250 - هو بيب كود مكون من ستة أحرف، يقدم تعريفًا موجزًا وفريدًا لا لبس فيه لعناوين الدوريات والمنشورات غير التسلسلية من جميع المجالات.
وقد أصبحت شائعة بشكل خاص في المجتمع العلمي كنظام اقتباسات للدوريات المذكورة في المنشورات التقنية والكيميائية وكأداة بحث في العديد من الكتالوجات البيبليوغرافية.

## وصلات خارجية
- CAS Source Index (CASSI) Search Tool